# Maria Archer

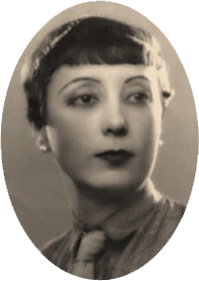
Maria Archer, 1930er Jahre

Maria Emilia Archer Eyrolles Baltasar Moreira, bekannt als Maria Archer (* 4. Januar 1899 in Lissabon; † 23. Januar 1982 ebenda), war eine portugiesische Schriftstellerin und Aktivistin.

## Leben
Archer wurde als erstes von sechs Kindern in Lissabon geboren, lebte aber die meiste Zeit ihres Lebens außerhalb Portugals. Aufgrund der häufigen Reisen der Familie beendete sie die Grundschule erst, als sie viel älter war als normale Schüler, was sie im Wesentlichen zu einer autodidaktischen Schriftstellerin machte. Berichten zufolge begann sie bereits als kleines Kind mit dem Verfassen von Gedichten, von denen jedoch keine Spuren erhalten sind.
Im Jahr 1910 zogen ihre Eltern mit der Familie nach Mosambik. Die Familie kehrte 1914 nach Portugal zurück, aber zwei Jahre später waren sie wieder in Afrika, diesmal in Guinea-Bissau.
1921 heiratete Maria Archer während einer Portugalreise ihres Vaters einen Portugiesen, Alberto Teixeira Passos, und das junge Paar ließ sich auf der Insel Ibo in Mosambik nieder. Fünf Jahre später, nach dem Sturz des demokratischen Regimes in Mosambik und der darauf folgenden Krise, verlor ihr Mann seine Stelle bei einer Bank und die beiden zogen nach Faro in Portugal. 1931 endete die Ehe und sie ließen sich scheiden.
Als alleinstehende Frau kehrte sie nach Afrika zurück und lebte bei ihren Eltern in Luanda, Angola, wo sie ihre literarische Karriere begann. Sie begann, an Schreibkonferenzen teilzunehmen, und ihre ersten veröffentlichten Werke erschienen in Zeitschriften.
Ihr erstes Buch, Três Mulheres („Drei Frauen“), nannte sie selbst „eine Seifenoper“, die in demselben Band veröffentlicht wurde, der auch eine Polizeiabenteuergeschichte von António Pinto Quartin, A Lenda e o Ação do Estranho Caso de Pauling, enthielt.
Sie kehrte nach Lissabon zurück, wo sie eine Phase intensiver schriftstellerischer Tätigkeit begann und Werke verfasste, in denen sie ihre Erfahrungen in Afrika beschrieb. 1945 wurde sie auch Aktivistin und schloss sich dem Movimento de Unidade Democrática („Bewegung der Demokratischen Einheit“, MUD) an, die sich gegen das repressive Regime von Präsident Salazar in Portugal richtete. Nachdem sie als Aktivistin bekannt geworden war, bekam sie Probleme mit der politischen Polizei. Ihre Werke wurden zensiert und ihr Roman Casa Sem Pão (1947) wurde beschlagnahmt. Sie verfolgte aufmerksam den Prozess gegen den Herausforderer der Salazar-Diktatur, Henrique Galvão, vor dem Militärgericht von Santa Clara. Sie hatte vor, ein Buch darüber zu schreiben, als kurz nach Ende des Prozesses 1953 die Polícia Internacional e de Defesa do Estado in ihr Haus eindrang. Sie veröffentlichte das Buch schließlich 1959 in Brasilien unter dem Titel Os Últimos Dias do Fascismo Português („Die letzten Tage des portugiesischen Faschismus“).
Da sie mit Schreiben in Portugal kein Geld mehr verdienen konnte, reiste sie im Juli 1955 nach Brasilien.
In Brasilien lebte sie „arm und krank“, schrieb aber weiterhin für einige Zeitungen und arbeitete mit O Estado de S. Paulo, Semana Portuguesa, Portugal Democrático und Revista Municipal de Lisboa (1939–1973) zusammen. Ihre Themen umfassten sowohl afrikanische Themen als auch Werke, die sich gegen die portugiesische Diktatur richteten. Sie arbeitete auch mit brasilianischen Zeitschriften wie Portugal Colonial (1931–1937) sowie mit der portugiesisch-brasilianischen Zeitschrift Atlântico: revista luso-brasileira zusammen.
Während ihrer Jahre im selbstgewählten Exil soll sie fünf Bücher fertiggestellt und in Brasilien veröffentlicht haben, doch existieren nur Aufzeichnungen über vier davon.
Am Ende ihrer schriftstellerischen Laufbahn hatte Archer mehr als 30 Werke verfasst, die viele verschiedene Genres umfassten, darunter einen Abenteuerroman für Kinder, Romane für Erwachsene und Theaterstücke. Einige ihrer Werke wurden in mehreren Auflagen neu aufgelegt.
1979 kehrte sie schließlich zum letzten Mal nach Lissabon zurück und zog am 26. April in ein Langzeitpflegeheim namens Manor of Santa Maria de Marvila. Dort verbrachte sie die letzten drei Jahre ihres Lebens. Sie starb 1982 im Alter von 83 Jahren.
Der Schriftsteller João Gaspar Simões schrieb 1930 über sie: „Ich kenne niemand anderen [unter den portugiesischen Schriftstellern], die mit der Kühnheit in den Themen und Ideen einen so energischen und persönlichen Ausdruck verbindet. Ihr Stil atmet Kraft und Festigkeit.“

## Veröffentlichungen (Auswahl)
- Três Mulheres, Luanda 1935.
- África Selvagem, Guimarães & lda, Lissabon 1935.
- Sertanejos, Editorial Cosmos, Lissabon 1936.
- Singularidades de Um País Distante, Editorial Cosmos, Lissabon 1936.
- Ninho de Bárbaros,Editorial Cosmos, Lissabon 1936.
- Angola Filme, Editorial Cosmos,Lissabon 1937.
- Ida e Volta duma Caixa de Cigarros, Editorial O Século, Lissabon 1938.
- Viagem à Roda de África, Lisboa, Editorial O Século, Lissabon 1938.
- Colónias Piscatórias em Angola, Cosmos, Lissabon 1938.
- Caleidoscópio Africano, Edições Cosmos, Lissabon 1938.
- Há dois Ladrões sem Cadastro, Editora Argo, Lissabon 1940.
- Roteiro do Mundo Português, Edições Cosmos, Lisboa, Lissabon 1940.
- Fauno Sovina, Livraria Portugália, Lissabon 1941.
- mit Branca de Gonta Colaço: Memórias da Linha de Cascais, Parceria António Maria Pereira, Lissabon 1943.
- Os Parques Infantis, Associação Nacional dos Parques Infantis, Lissabon 1943.
- Ela É Apenas Mulher, António Maria Pereira, Lissabon 1944.
- Aristocratas, Editorial Aviz, Lissabon 1945.
- Eu e Elas, Apontamentos de Romancista, Editorial Aviz, Lissabon 1945.
- A Morte Veio de Madrugada, Coimbra Editora Lda, Coimbra 1946.
- Casa Sem Pão, Empresa Contemporânea de Edições, Lissabon 1947.
- Há-de Haver uma Lei, Edição da Autora, Lissabon 1949.
- O Mal Não Está em Nós, Livraria Simões Lopes, Porto 1950.
- Filosofia duma Mulher Moderna, Livraria Simões Lopes, Porto 1950.
- Bato às Portas da Vida, Edições SIT, Lissabon 1951.
- Nada lhe Será Perdoado, Edições SIT, Lissabon 1953.
- A Primeira Vítima do Diabo, Edições SIT, Lissabon 1954.
- Terras onde se fala Português, Editora Casa do Estudante do Brasil, Rio de Janeiro 1957.
- Os Últimos Dias do Fascismo Português, Editora Liberdade e Cultura, São Paulo 1959.
- África Sem Luz, Clube do Livro, São Paulo 1962.
- Brasil, Fronteira da África, Felman-Rêgo, São Paulo 1963.
- Herança Lusíada, Edições Sousa e Costa, Lissabon o. D.

Theaterstücke
- Alfacinha, Solo-Komödie in einem Akt, veröffentlicht in Sol, 1949.
- Isto que Chamam Amor, Solo-Drama in einem Akt.
- Numa Casa Abandonada, Solo-Drama in einem Akt.
- O Poder do Dinheiro, Komödie in drei Akten.
- O Leilão, Drama in drei Akten.